# Ignacio Achúcarro
Ignacio Achucarro Ayala (Assunção, 31 de julho de 1936 — 14 de agosto de 2021) foi um futebolista paraguaio que atuava como defensor.

## Carreira
Ignacio Achucarro fez parte do elenco da Seleção Paraguaia de Futebol, na Copa do Mundo de  1958.